# نادي لييج
نادي لييج الملكي لكرة القدم (بالفرنسية: Royal Football Club de Liège)‏ نادي كرة قدم بلجيكي يلعب حاليا في دوري الدرجة الثانية . تم تأسيس النادي في سنة 1892 .